# Aalborg BK w europejskich pucharach
Występy w europejskich pucharach duńskiego klubu piłkarskiego Aalborg BK.
Legenda do wszystkich tabel:
- Q – runda eliminacyjna, 1/16, 1/8, 1/4, 1/2 – odpowiednia faza rozgrywek, Grupa – runda grupowa, 1r gr – pierwsza runda grupowa, 2r gr – druga runda grupowa, F – finał, R – runda, PO – play-off
- k. – rzuty karne, los. – losowanie, Dogr. – dogrywka, w. – zasada bramek strzelonych na wyjeździe

## Wykaz spotkań pucharowych

### 1966–2000
| Sezon     | Rozgrywki                 | Runda   | Klub             | Dom | Wyjazd | Ogólnie     |
| --------- | ------------------------- | ------- | ---------------- | --- | ------ | ----------- |
| 1966/67   | Puchar Zdobywców Pucharów | 1R      | Everton          | 0–0 | 1–2    | 1–2         |
| 1970/71   | Puchar Zdobywców Pucharów | 1R      | Górnik Zabrze    | 0–1 | 1–8    | 1–9         |
| 1987/88   | Puchar Zdobywców Pucharów | 1R      | Hajduk Split     | 1–0 | 0–1    | 1–1, k: 2–4 |
| 1993/94   | Puchar UEFA               | 1R      | Deportivo        | 1–0 | 0–5    | 1–5         |
| 1995/96   | Liga Mistrzów             | Q       | Dynamo Kijów     | 1–3 | 0–1    | 1–4         |
| 1995/96   | Liga Mistrzów             | Grupa A | Panathinaikos AO | 2–1 | 0–2    | 4. miejsce  |
| 1995/96   | Liga Mistrzów             | Grupa A | FC Nantes        | 0–2 | 1–3    | 4. miejsce  |
| 1995/96   | Liga Mistrzów             | Grupa A | FC Porto         | 2–2 | 0–2    | 4. miejsce  |
| 1996      | Puchar Intertoto          | Grupa 1 | Standard Liège   |     | 0–1    | 2. miejsce  |
| 1996      | Puchar Intertoto          | Grupa 1 | VfB Stuttgart    |     | 1–0    | 2. miejsce  |
| 1996      | Puchar Intertoto          | Grupa 1 | Hapoel Hajfa     | 5–4 |        | 2. miejsce  |
| 1996      | Puchar Intertoto          | Grupa 1 | Cliftonville     | 4–0 |        | 2. miejsce  |
| 1997      | Puchar Intertoto          | Grupa 1 | MSV Duisburg     |     | 0–2    | 3. miejsce  |
| 1997      | Puchar Intertoto          | Grupa 1 | Dynama Mińsk     | 2–1 |        | 3. miejsce  |
| 1997      | Puchar Intertoto          | Grupa 1 | Heerenveen       |     | 2–8    | 3. miejsce  |
| 1997      | Puchar Intertoto          | Grupa 1 | Polonia Warszawa | 2–0 |        | 3. miejsce  |
| 1999/2000 | Liga Mistrzów             | 3Q      | Dynamo Kijów     | 1–2 | 2–2    | 3–4         |
| 1999/2000 | Puchar UEFA               | 1R      | Udinese Calcio   | 1–2 | 0–1    | 1–3         |
| 2000      | Puchar Intertoto          | 2R      | FK Dinaburg      | 1–0 | 0–0    | 1–0         |
| 2000      | Puchar Intertoto          | 3R      | Udinese Calcio   | 0–2 | 2–1    | 2–3         |

### 2001–2020
| Sezon   | Rozgrywki        | Runda   | Klub                | Dom | Wyjazd | Ogólnie     |
| ------- | ---------------- | ------- | ------------------- | --- | ------ | ----------- |
| 2004/05 | Puchar UEFA      | 2Q      | Žalgiris            | 0–0 | 3–1    | 3–1         |
| 2004/05 | Puchar UEFA      | 1R      | AJ Auxerre          | 1–1 | 0–2    | 1–3         |
| 2007    | Puchar Intertoto | 2R      | FC Honka            | 1–1 | 2–2    | 3–3, w.     |
| 2007    | Puchar Intertoto | 3R      | KAA Gent            | 2–1 | 1–1    | 3–2         |
| 2007/08 | Puchar UEFA      | 2Q      | HJK Helsinki        | 3–0 | 1–2    | 4–2         |
| 2007/08 | Puchar UEFA      | 1R      | UC Sampdoria        | 0–0 | 2–2    | 2–2, w.     |
| 2007/08 | Puchar UEFA      | Grupa G | Getafe CF           | 1–2 |        | 4. miejsce  |
| 2007/08 | Puchar UEFA      | Grupa G | Tottenham Hotspur   |     | 2–3    | 4. miejsce  |
| 2007/08 | Puchar UEFA      | Grupa G | RSC Anderlecht      | 1–1 |        | 4. miejsce  |
| 2007/08 | Puchar UEFA      | Grupa G | Hapoel Tel Awiw     |     | 3–1    | 4. miejsce  |
| 2008/09 | Liga Mistrzów    | 2Q      | Modriča             | 5–0 | 2–1    | 7–1         |
| 2008/09 | Liga Mistrzów    | 3Q      | FBK Kaunas          | 2–0 | 2–0    | 4–0         |
| 2008/09 | Liga Mistrzów    | Grupa E | Manchester United   | 0–3 | 2–2    | 3. miejsce  |
| 2008/09 | Liga Mistrzów    | Grupa E | Villarreal CF       | 2–2 | 3–6    | 3. miejsce  |
| 2008/09 | Liga Mistrzów    | Grupa E | Celtic F.C.         | 2–1 | 0–0    | 3. miejsce  |
| 2008/09 | Puchar UEFA      | 1/16    | Deportivo           | 3–0 | 3–1    | 6–1         |
| 2008/09 | Puchar UEFA      | 1/8     | Manchester City     | 2–0 | 0–2    | 2–2, k: 3–4 |
| 2009/10 | Liga Europy      | 2Q      | FK Slavija Sarajewo | 0–0 | 1–3    | 1–3         |
| 2013/14 | Liga Europy      | 2Q      | Dila Gori           | 0–0 | 0–3    | 0–3         |
| 2014/15 | Liga Mistrzów    | 3Q      | Dinamo Zagrzeb      | 0–1 | 2–0    | 2–1         |
| 2014/15 | Liga Mistrzów    | PO      | APOEL FC            | 1–1 | 0–4    | 1–5         |
| 2014/15 | Liga Europy      | Grupa J | Dynamo Kijów        | 3–0 | 0–2    | 2. miejsce  |
| 2014/15 | Liga Europy      | Grupa J | Steaua Bukareszt    | 1–0 | 0–6    | 2. miejsce  |
| 2014/15 | Liga Europy      | Grupa J | Rio Ave FC          | 1–0 | 0–2    | 2. miejsce  |
| 2014/15 | Liga Europy      | 1/16    | Club Brugge         | 1–3 | 0–3    | 1–6         |